# Erebia epistygne
Erebia epistygne är en fjärilsart som beskrevs av Jacob Hübner 1816. Erebia epistygne ingår i släktet Erebia och familjen praktfjärilar. IUCN kategoriserar arten globalt som nära hotad. Inga underarter finns listade i Catalogue of Life.

## Bildgalleri

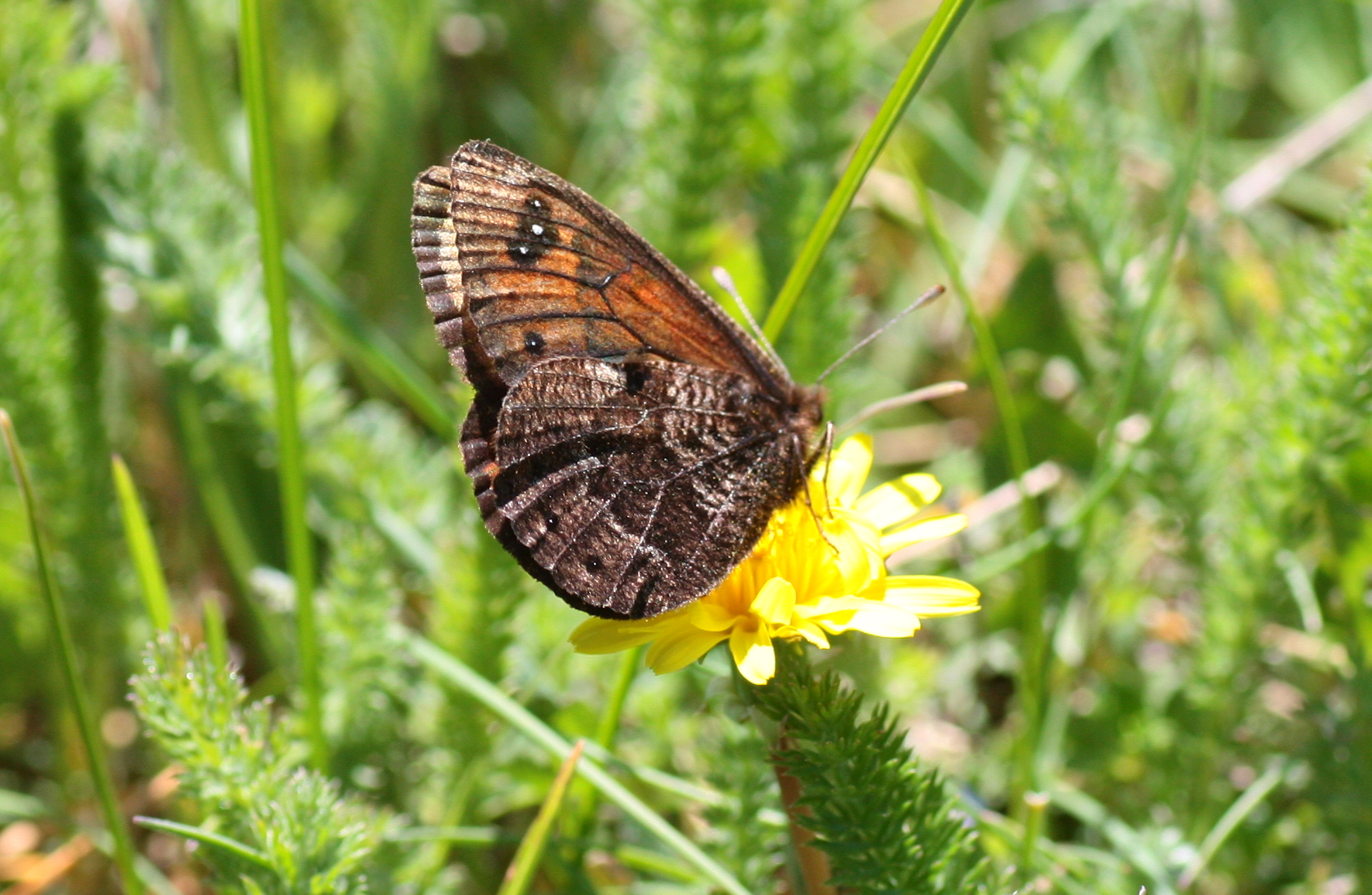